# Isabella I. (Jerusalem)

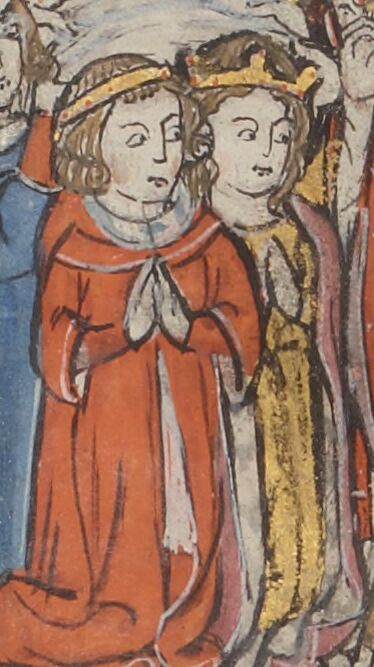
Hochzeit von Konrad von Montferrat und Isabella I. (Darstellung aus dem 13. Jahrhundert)

Isabella I. von Jerusalem (* 1170; † 1205), aus dem Haus Château-Landon war Königin von Jerusalem ab 1192. Aufgrund ihrer zweiten Ehe mit dem Markgrafen Konrad von Montferrat erhielt sie den Beinamen la Marquise („die Markgräfin“). Sie war die Tochter von König Amalrich I. und Maria Komnena, Großnichte des byzantinischen Kaisers Manuel I.
1183 heiratete sie in Karak Humfried IV. von Toron. In der Hochzeitsnacht wurde die Burg von Saladins Heer angegriffen (Belagerung von Karak). Humfrieds Mutter, Stephanie von Milly, sandte daraufhin eine Botschaft an Saladin, in der sie ihn über die stattfindende Hochzeit informierte und an die gemeinsame Geschichte erinnerte. Der Chronist Ernoul schreibt:
[Stephanie] sandte Brot und Wein zu Saladin, Schafe und Vieh zur Feier der Hochzeit ihrs Sohnes, ihn daran erinnernd, dass er sie auf seinen Armen getragen habe, als sie ein Kind und er ein Sklave in ihrer Burg war. Und als Saladin diese Geschenke erhielt, war er äußerst erfreut, dankte denen, die sie ihm überbrachten, und fragte, wo die Braut und der Bräutigam sich aufhielten; ihr Turm wurde ihm gezeigt. Daraufhin befahl Saladin der gesamten Armee, die Angriffe nicht auf diesen Turm zu richten.
1192 wurde Isabella gegen ihren Willen von Humfried geschieden und mit Konrad von Montferrat verheiratet. Konrad hatte argumentiert, dass ihre (erste) Ehe wegen ihrer Jugend ungültig sei; aufgrund seiner Hochzeit mit Isabella wurde Konrad der nächste männliche Verwandte der königlichen Familie und dann auch der Nachfolger im Königreich. Er starb bald darauf unter mysteriösen Umständen, von den Assassinen niedergestochen, während Isabella mit der zukünftigen Königin Maria von Montferrat schwanger und die Thronfolge nicht gesichert war. Sie versteckte sich in der Stadt Tyrus, die ihre größte und am besten gesicherte Stadt war. Hilfe erhielt sie durch den Grafen Heinrich II. von Champagne, einen französischen Adligen, der ein Neffe sowohl des Königs von England als auch des Königs von Frankreich war. Sein Onkel Richard Löwenherz hatte ihn als seinen Bevollmächtigten nach Tyrus gesandt. Es wird berichtet, dass die Einwohner von Tyrus durch seine Jugend und Attraktivität so eingenommen waren, dass sie den Eheschluss zwischen ihm und Isabella forderten, eine Idee, die von Isabella unterstützt wurde. Heinrich und Isabella wurden noch während ihrer Schwangerschaft verheiratet. Imad ad-Din al-Isfahani, ein islamischer Chronist, der die Hochzeit besuchte, schrieb:
Heinrich von Champagne heiratete des Markgrafen Frau in der gleichen Nacht, mit der Behauptung, er habe das erste Recht auf die Frau des toten Mannes. Sie war schwanger, was ihn nicht davon abhielt, sich mit ihr zu vereinigen, etwas, was sogar noch ekelhafter war als die Verbindung des Fleisches. Ich fragte einen ihrer Höflinge, wem die Vaterschaft zugesprochen würde und er sagte: 'Es wird das Kind der Königin.' Ihr seht die Zügellosigkeit dieser verdorbenen Ungläubigen. 
Heinrich starb 1197 nach dem Sturz aus einem Fenster. Sie hatten zwei Töchter Alice (1196–1246) und Philippa von Champagne. Während ihrer Ehe mit Heinrich wurde rückwirkend entschieden, dass ihre Ehe mit Humfried tatsächlich nicht ungültig war, die beiden heirateten aber nicht erneut. (Humfried starb 1192.) Stattdessen wurde Amalrich II. von Jerusalem (auch Amalrich I. von Zypern), Bruder von Guido von Lusignan, ihr vierter Ehemann. Er starb 1205, kurz vor seiner Frau. Aus dieser Ehe hatte sie zwei Töchter, Sibylle und Melisande von Lusignan, und einen Sohn.
Ihre Nachfolgerin wurde ihre Tochter Maria von Montferrat.